# Lista de comunas de Yvelines

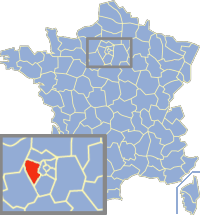
Mapa da França, com a localização do departamento deYvelines.

Mapa da França, com a localização Região Administrativa da Île-de-France.

Nesta lista estão relacionados as 259 comunas do departamento francês de Yvelines; que pertencem a Região Administrativa Île-de-France. O departamento de Yvelines está subdividido em 4 Arrondissemens que por sua vez estão subdivididos em 21 Cantões.
Yvelines é um departamento criado pela lei de 10 de julho de 1964 por desmembramento do antigo departamento do Seine-et-Oise.

## Arrondissements
- Mantes-la-Jolie
- Rambouillet
- Saint-Germain-en-Laye
- Versailles

## Cantões
| - Aubergenville - Bonnières-sur-Seine - Chatou - Le Chesnay - Conflans-Sainte-Honorine - Houilles - Limay - Mantes-la-Jolie - Maurepas - Montigny-le-Bretonneu - Les Mureaux | - Plaisir - Poissy - Rambouillet - Saint-Cyr-l'École - Saint-Germain-en-Laye - Sartrouville - Trappes - Verneuil-sur-Seine - Versailles-1 - Versailles-2. |

## Comunas
| INSEE | Postal | Comuna                     |
| ----- | ------ | -------------------------- |
| 78003 | 78660  | Ablis                      |
| 78005 | 78260  | Achères                    |
| 78006 | 78113  | Adainville                 |
| 78007 | 78240  | Aigremont                  |
| 78009 | 78660  | Allainville                |
| 78010 | 78580  | Les Alluets-le-Roi         |
| 78013 | 78770  | Andelu                     |
| 78015 | 78570  | Andrésy                    |
| 78020 | 78790  | Arnouville-lès-Mantes      |
| 78029 | 78410  | Aubergenville              |
| 78030 | 78610  | Auffargis                  |
| 78031 | 78930  | Auffreville-Brasseuil      |
| 78033 | 78126  | Aulnay-sur-Mauldre         |
| 78034 | 78770  | Auteuil                    |
| 78036 | 78770  | Autouillet                 |
| 78043 | 78870  | Bailly                     |
| 78048 | 78550  | Bazainville                |
| 78049 | 78580  | Bazemont                   |
| 78050 | 78490  | Bazoches-sur-Guyonne       |
| 78053 | 78910  | Béhoust                    |
| 78057 | 78270  | Bennecourt                 |
| 78062 | 78650  | Beynes                     |
| 78068 | 78270  | Blaru                      |
| 78070 | 78930  | Boinville-en-Mantois       |
| 78071 | 78660  | Boinville-le-Gaillard      |
| 78072 | 78200  | Boinvilliers               |
| 78073 | 78390  | Bois-d'Arcy                |
| 78076 | 78910  | Boissets                   |
| 78077 | 78125  | La Boissière-École         |
| 78082 | 78200  | Boissy-Mauvoisin           |
| 78084 | 78490  | Boissy-sans-Avoir          |
| 78087 | 78830  | Bonnelles                  |
| 78089 | 78270  | Bonnières-sur-Seine        |
| 78090 | 78410  | Bouafle                    |
| 78092 | 78380  | Bougival                   |
| 78096 | 78113  | Bourdonné                  |
| 78104 | 78930  | Breuil-Bois-Robert         |
| 78107 | 78980  | Bréval                     |
| 78108 | 78610  | Les Bréviaires             |
| 78113 | 78440  | Brueil-en-Vexin            |
| 78117 | 78530  | Buc                        |
| 78118 | 78200  | Buchelay (CAM)             |
| 78120 | 78830  | Bullion                    |
| 78123 | 78955  | Carrières-sous-Poissy      |
| 78124 | 78420  | Carrières-sur-Seine        |
| 78125 | 78720  | La Celle-les-Bordes        |
| 78126 | 78170  | La Celle-Saint-Cloud       |
| 78128 | 78720  | Cernay-la-Ville            |
| 78133 | 78240  | Chambourcy                 |
| 78138 | 78570  | Chanteloup-les-Vignes      |
| 78140 | 78130  | Chapet                     |
| 78143 | 78117  | Châteaufort                |
| 78146 | 78400  | Chatou                     |
| 78147 | 78270  | Chaufour-lès-Bonnières     |
| 78152 | 78450  | Chavenay                   |
| 78158 | 78150  | Le Chesnay                 |
| 78160 | 78460  | Chevreuse                  |
| 78162 | 78460  | Choisel                    |
| 78163 | 78910  | Civry-la-Forêt             |
| 78164 | 78120  | Clairefontaine-en-Yvelines |
| 78165 | 78340  | Les Clayes-sous-Bois       |
| 78168 | 78310  | Coignières                 |
| 78171 | 78113  | Condé-sur-Vesgre           |
| 78172 | 78700  | Conflans-Sainte-Honorine   |
| 78185 | 78790  | Courgent                   |
| 78188 | 78270  | Cravent                    |
| 78189 | 78121  | Crespières                 |
| 78190 | 78290  | Croissy-sur-Seine          |
| 78192 | 78111  | Dammartin-en-Serve         |
| 78193 | 78720  | Dampierre-en-Yvelines      |
| 78194 | 78550  | Dannemarie                 |
| 78196 | 78810  | Davron                     |
| 78202 | 78440  | Drocourt                   |
| 78206 | 78920  | Ecquevilly                 |
| 78208 | 78990  | Élancourt (CAS)            |
| 78209 | 78125  | Émancé                     |
| 78217 | 78680  | Épône                      |
| 78220 | 78690  | Les Essarts-le-Roi         |
| 78224 | 78620  | L'Étang-la-Ville           |
| 78227 | 78740  | Évecquemont                |
| 78230 | 78410  | La Falaise                 |
| 78231 | 78200  | Favrieux                   |
| 78233 | 78810  | Feucherolles               |
| 78234 | 78200  | Flacourt                   |
| 78236 | 78910  | Flexanville                |
| 78237 | 78790  | Flins-Neuve-Église         |
| 78238 | 78410  | Flins-sur-Seine            |
| 78239 | 78520  | Follainville-Dennemont     |
| 78242 | 78330  | Fontenay-le-Fleury         |
| 78245 | 78200  | Fontenay-Mauvoisin         |
| 78246 | 78440  | Fontenay-Saint-Père        |
| 78251 | 78112  | Fourqueux                  |
| 78255 | 78840  | Freneuse                   |
| 78261 | 78250  | Gaillon-sur-Montcient      |
| 78262 | 78490  | Galluis                    |
| 78263 | 78950  | Gambais                    |
| 78264 | 78490  | Gambaiseuil                |
| 78265 | 78890  | Garancières                |
| 78267 | 78440  | Gargenville                |
| 78269 | 78125  | Gazeran                    |
| 78276 | 78270  | Gommecourt                 |
| 78278 | 78770  | Goupillières               |
| 78281 | 78930  | Goussonville               |
| 78283 | 78113  | Grandchamp                 |
| 78285 | 78550  | Gressey                    |
| 78289 | 78490  | Grosrouvre                 |
| 78290 | 78520  | Guernes                    |
| 78291 | 78930  | Guerville (CAM)            |
| 78296 | 78440  | Guitrancourt               |
| 78297 | 78280  | Guyancourt (CAS)           |
| 78299 | 78250  | Hardricourt                |
| 78300 | 78790  | Hargeville                 |
| 78302 | 78113  | La Hauteville              |
| 78305 | 78580  | Herbeville                 |
| 78307 | 78125  | Hermeray                   |
| 78310 | 78550  | Houdan                     |
| 78311 | 78800  | Houilles                   |
| 78314 | 78440  | Issou                      |
| 78317 | 78440  | Jambville                  |
| 78320 | 78270  | Jeufosse                   |
| 78321 | 78760  | Jouars-Pontchartrain       |
| 78322 | 78350  | Jouy-en-Josas              |
| 78324 | 78200  | Jouy-Mauvoisin             |
| 78325 | 78580  | Jumeauville                |
| 78327 | 78820  | Juziers                    |
| 78329 | 78440  | Lainville-en-Vexin         |
| 78334 | 78320  | Lévis-Saint-Nom            |
| 78335 | 78520  | Limay                      |
| 78337 | 78270  | Limetz-Villez              |
| 78343 | 78350  | Les Loges-en-Josas         |
| 78344 | 78270  | Lommoye                    |

| INSEE | Postal | Comuna                       |
| ----- | ------ | ---------------------------- |
| 78346 | 78980  | Longnes                      |
| 78349 | 78730  | Longvilliers                 |
| 78350 | 78430  | Louveciennes                 |
| 78354 | 78200  | Magnanville (CAM)            |
| 78356 | 78114  | Magny-les-Hameaux (CAS)      |
| 78358 | 78600  | Maisons-Laffitte             |
| 78361 | 78200  | Mantes-la-Jolie (CAM)        |
| 78362 | 78200  | Mantes-la-Ville (CAM)        |
| 78364 | 78770  | Marcq                        |
| 78366 | 78490  | Mareil-le-Guyon              |
| 78367 | 78750  | Mareil-Marly                 |
| 78368 | 78124  | Mareil-sur-Mauldre           |
| 78372 | 78160  | Marly-le-Roi                 |
| 78380 | 78580  | Maule                        |
| 78381 | 78550  | Maulette                     |
| 78382 | 78780  | Maurecourt                   |
| 78383 | 78310  | Maurepas                     |
| 78384 | 78670  | Médan                        |
| 78385 | 78200  | Ménerville                   |
| 78389 | 78490  | Méré                         |
| 78391 | 78270  | Méricourt                    |
| 78396 | 78600  | Le Mesnil-le-Roi             |
| 78397 | 78320  | Le Mesnil-Saint-Denis        |
| 78398 | 78490  | Les Mesnuls                  |
| 78401 | 78250  | Meulan                       |
| 78402 | 78970  | Mézières-sur-Seine           |
| 78403 | 78250  | Mézy-sur-Seine               |
| 78404 | 78940  | Millemont                    |
| 78406 | 78470  | Milon-la-Chapelle            |
| 78407 | 78125  | Mittainville                 |
| 78410 | 78840  | Moisson                      |
| 78413 | 78980  | Mondreville                  |
| 78415 | 78124  | Montainville                 |
| 78416 | 78440  | Montalet-le-Bois             |
| 78417 | 78790  | Montchauvet                  |
| 78418 | 78360  | Montesson                    |
| 78420 | 78490  | Montfort-l'Amaury            |
| 78423 | 78180  | Montigny-le-Bretonneux (CAS) |
| 78431 | 78630  | Morainvilliers               |
| 78437 | 78270  | Mousseaux-sur-Seine          |
| 78439 | 78790  | Mulcent                      |
| 78440 | 78130  | Les Mureaux                  |
| 78442 | 78640  | Neauphle-le-Château          |
| 78443 | 78640  | Neauphle-le-Vieux            |
| 78444 | 78980  | Neauphlette                  |
| 78451 | 78410  | Nézel                        |
| 78455 | 78590  | Noisy-le-Roi                 |
| 78460 | 78250  | Oinville-sur-Montcient       |
| 78464 | 78125  | Orcemont                     |
| 78465 | 78910  | Orgerus                      |
| 78466 | 78630  | Orgeval                      |
| 78470 | 78125  | Orphin                       |
| 78472 | 78660  | Orsonville                   |
| 78474 | 78910  | Orvilliers                   |
| 78475 | 78910  | Osmoy                        |
| 78478 | 78660  | Paray-Douaville              |
| 78481 | 78230  | Le Pecq                      |
| 78484 | 78200  | Perdreauville                |
| 78486 | 78610  | Le Perray-en-Yvelines        |
| 78490 | 78370  | Plaisir                      |
| 78497 | 78125  | Poigny-la-Forêt              |
| 78498 | 78300  | Poissy                       |
| 78499 | 78730  | Ponthévrard                  |
| 78501 | 78440  | Porcheville (CAM)            |
| 78502 | 78560  | Le Port-Marly                |
| 78503 | 78270  | Port-Villez                  |
| 78506 | 78660  | Prunay-en-Yvelines           |
| 78505 | 78910  | Prunay-le-Temple             |
| 78513 | 78940  | La Queue-les-Yvelines        |
| 78516 | 78125  | Raizeux                      |
| 78517 | 78120  | Rambouillet                  |
| 78518 | 78590  | Rennemoulin                  |
| 78520 | 78550  | Richebourg                   |
| 78522 | 78730  | Rochefort-en-Yvelines        |
| 78524 | 78150  | Rocquencourt                 |
| 78528 | 78270  | Rolleboise (CAM)             |
| 78530 | 78790  | Rosay                        |
| 78531 | 78710  | Rosny-sur-Seine (CAM)        |
| 78536 | 78440  | Sailly                       |
| 78537 | 78730  | Saint-Arnoult-en-Yvelines    |
| 78545 | 78210  | Saint-Cyr-l'École            |
| 78569 | 78730  | Sainte-Mesme                 |
| 78548 | 78720  | Saint-Forget                 |
| 78550 | 78640  | Saint-Germain-de-la-Grange   |
| 78551 | 78100  | Saint-Germain-en-Laye        |
| 78557 | 78125  | Saint-Hilarion               |
| 78558 | 78980  | Saint-Illiers-la-Ville       |
| 78559 | 78980  | Saint-Illiers-le-Bois        |
| 78561 | 78470  | Saint-Lambert                |
| 78562 | 78610  | Saint-Léger-en-Yvelines      |
| 78564 | 78660  | Saint-Martin-de-Bréthencourt |
| 78565 | 78790  | Saint-Martin-des-Champs      |
| 78567 | 78520  | Saint-Martin-la-Garenne      |
| 78571 | 78860  | Saint-Nom-la-Bretèche        |
| 78575 | 78470  | Saint-Rémy-lès-Chevreuse     |
| 78576 | 78690  | Saint-Rémy-l'Honoré          |
| 78586 | 78500  | Sartrouville                 |
| 78588 | 78650  | Saulx-Marchais               |
| 78590 | 78720  | Senlisse                     |
| 78591 | 78790  | Septeuil                     |
| 78597 | 78200  | Soindres                     |
| 78601 | 78120  | Sonchamp                     |
| 78605 | 78910  | Tacoignières                 |
| 78606 | 78113  | Le Tartre-Gaudran            |
| 78608 | 78980  | Le Tertre-Saint-Denis        |
| 78609 | 78250  | Tessancourt-sur-Aubette      |
| 78615 | 78850  | Thiverval-Grignon            |
| 78616 | 78770  | Thoiry                       |
| 78618 | 78790  | Tilly                        |
| 78620 | 78117  | Toussus-le-Noble             |
| 78621 | 78190  | Trappes (CAS)                |
| 78623 | 78490  | Le Tremblay-sur-Mauldre      |
| 78624 | 78510  | Triel-sur-Seine              |
| 78638 | 78740  | Vaux-sur-Seine               |
| 78640 | 78140  | Vélizy-Villacoublay          |
| 78642 | 78480  | Verneuil-sur-Seine           |
| 78643 | 78540  | Vernouillet                  |
| 78644 | 78320  | La Verrière (CAS)            |
| 78646 | 78000  | Versailles                   |
| 78647 | 78930  | Vert                         |
| 78650 | 78110  | Le Vésinet                   |
| 78653 | 78490  | Vicq                         |
| 78655 | 78125  | Vieille-Église-en-Yvelines   |
| 78668 | 78270  | La Villeneuve-en-Chevrie     |
| 78672 | 78670  | Villennes-sur-Seine          |
| 78674 | 78450  | Villepreux                   |
| 78677 | 78930  | Villette                     |
| 78681 | 78770  | Villiers-le-Mahieu           |
| 78683 | 78640  | Villiers-Saint-Frédéric      |
| 78686 | 78220  | Viroflay                     |
| 78688 | 78960  | Voisins-le-Bretonneux (CAS)  |

- 1 janeiro 2019, as comunas de Jeufosse e Port-Villez se fundem para formar anova comuna de Notre-Dame-de-la-Mer.
- 1 janeiro 2019, as comunas de Saint-Germain-en-Laye e Fourqueux se fundem para formar a nova comuna de Saint-Germain-en-Laye.
- 1 janeiro 2019, as comunas de Le Chesnay e Rocquencourt se fundem para formar a nova comuna Le Chesnay-Rocquencourt.

- (CAM) Comunidade de aglomeração de Mantes en Yvelines, criada em 2000.
- (CAS) Comunidade de aglomeração de Saint-Quentin-en-Yvelines, criada em 2004.

 Posição em abril de 2020.